# Axel Zeebroek
Axel Zeebroek (* 25. Juli 1978 in Dinant) ist ein ehemaliger belgischer Triathlet und Olympionike (2008).

## Werdegang
Axel Zeebroek begann 1997 mit Triathlon.

### Triathlon-Profi seit 2002
Er wurde trainiert von Bart Decru und startete für das EJOT Team TV Buschhütten.
Bei der Triathlon-Europameisterschaft (Kurzdistanz) belegte er im Mai 2008 den achten Rang.

### Olympische Sommerspiele 2008
Im September 2008 startete Zeebroek in Peking bei den Olympischen Sommerspielen, wo er als bester belgischer Athlet den 13. Rang belegte.
Seit 2009 startete er auch auf der Triathlon-Langdistanz (Ironman: 3,86 km Schwimmen, 180,2 km Radfahren und 42,195 km Laufen).
Ende 2014 erklärte der damals 36-Jährige seine aktive Zeit für beendet.
Axel Zeebroek lebt in Bastogne, wo er als Coach und Event-Organisator tätig ist.

## Sportliche Erfolge
| Datum/Jahr    | Rang | Wettbewerb                           | Austragungsort | Zeit     | Bemerkung                                                                                            |
| ------------- | ---- | ------------------------------------ | -------------- | -------- | --- |
| 6. Sep. 2014  | 2    | Triathlon de Gérardmer               | Gérardmer      | 04:27:43 | Zweiter auf der Mitteldistanz in den Vogesen hinter dem Franzosen Sylvain Sudrie                     |
| 21. Juni 2014 | 3    | Ironman 70.3 Luxemburg               | Remich         | 03:51:51 | |
| 8. Sep. 2013  | 1    | Ironman 70.3 Luxemburg               | Remich         | 03:49:28 | |
| 18. März 2012 | 3    | Ironman 70.3 San Juan                | San Juan       | 03:54:56 | [ 3 ]                                                                                                |
| 24. Juli 2011 | 2    | Antwerp Ironman 70.3                 | Antwerpen      | 03:48:24 | [ 4 ]                                                                                                |
| 17. Apr. 2011 | 7    | Ironman 70.3 New Orleans             | New Orleans    | 03:27:15 | Witterungsbedingt wurde das Rennen auf verkürztem Kurs – ohne die Schwimmdistanz – ausgetragen.      |
| 2009          | 1    | Ironman 70.3 Monaco                  | Monaco         | 04:15:16 | [ 5 ]                                                                                                |
| 10. Sep. 2008 | 13   | Olympische Sommerspiele 2008         | Peking         | 01:50:30 | |
| 5. Juni 2008  | 31   | ITU Triathlon World Championships    | Vancouver      | 01:52:37 | Triathlon-Weltmeisterschaft (Kurzdistanz)                                                            |
| 10. Mai 2008  | 8    | ETU Triathlon European Championships | Lissabon       | 01:54:44 | |
| 2007          | 6    | Alpen-Triathlon                      | Schliersee     | 02:02:39 | |
| 2007          | 36   | ITU Triathlon World Championships    | Hamburg        | 01:46:03 | Triathlon-Weltmeisterschaft                                                                          |
| 30. Juni 2007 | 20   | ETU Triathlon European Championships | Kopenhagen     | 01:53:53 | auf der olympischen Distanz                                                                          |
| 2000          | 35   | ETU Triathlon European Championships | Stein          | 01:59:38 | Europameisterschaft auf der olympischen Distanz (1,5 km Schwimmen, 40 km Radfahren und 10 km Laufen) |

| Datum/Jahr    | Rang | Wettbewerb                                      | Austragungsort | Zeit     | Bemerkung                       |
| ------------- | ---- | ----------------------------------------------- | -------------- | -------- | ------------------------------- |
| 20. Juli 2014 | 4    | Ironman UK                                      | Bolton         | 08:53:37 |                                 |
| 23. März 2014 | 7    | Ironman Melbourne                               | Melbourne      | 08:12:35 | persönliche Ironman-Bestzeit    |
| 5. Mai 2012   | 3    | Ironman St. George                              | St. George     | 09:35:33 |                                 |
| 27. Nov. 2011 | 10   | Ironman Mexico                                  | Cozumel        | 08:54:06 | [ 6 ]                           |
| 21. Mai 2011  | 6    | Ironman Texas                                   | The Woodlands  | 08:28:07 |                                 |
| 28. Nov. 2010 | 4    | Ironman Mexico                                  | Cozumel        |          |                                 |
| 1. Aug. 2010  | 3    | Ironman UK                                      | Bolton         | 08:49:37 | Dritter auf der Ironman-Distanz |
| 22. Nov. 2009 | 13   | Ironman Arizona                                 | Tempe          | 08:48:14 |                                 |
| 25. Okt. 2009 | 19   | ITU Long Distance Triathlon World Championships | Perth          | 04:06:52 | [ 7 ] [ 8 ] [ 9 ]               |

(DNF – Did Not Finish)